# Dodge (Wisconsin)
Dodge es un pueblo ubicado en el condado de Trempealeau en el estado estadounidense de Wisconsin. En el Censo de 2010 tenía una población de 389 habitantes y una densidad poblacional de 7,02 personas por km².

## Geografía
Dodge se encuentra ubicado en las coordenadas 44°7′31″N 91°30′46″O / 44.12528, -91.51278. Según la Oficina del Censo de los Estados Unidos, Dodge tiene una superficie total de 55.42 km², de la cual 55.42 km² corresponden a tierra firme y (0%) 0 km² es agua.

## Demografía
Según el censo de 2010, había 389 personas residiendo en Dodge. La densidad de población era de 7,02 hab./km². De los 389 habitantes, Dodge estaba compuesto por el 98.2% blancos, el 0.26% eran afroamericanos, el 0% eran amerindios, el 0.77% eran asiáticos, el 0% eran isleños del Pacífico, el 0.77% eran de otras razas y el 0% pertenecían a dos o más razas. Del total de la población el 0.77% eran hispanos o latinos de cualquier raza.